# Ideal Home
Ideal Home je americký hraný film z roku 2018, který režíroval Andrew Fleming podle vlastního scénáře. Film popisuje gay pár, který je nucen postarat se o nezletilé dítě. Snímek měl světovou premiéru na filmovém festivalu Mardi Gras 15. února 2018.

## Děj
Erasmus a Paul spolu žijí v Santa Fe. Erasmus je hvězdou místní televizní show o vaření a Paul je televizní producent. Jednoho dne se u nich objeví desetiletý chlapec, který tvrdí, že je Erasmovým vnukem. Erasmův syn Beau vyrůstal jen s matkou. Nyní se nemůže starat o vlastního syna Angela, protože se dostal do vězení. Paul není z přítomnosti dítěte vůbec nadšený, především proto, že Angel je naprosto nekomunikativní. Nicméně posléze k sobě najdou cestu a Angel s nimi zůstane v kontaktu i poté, co se jeho otec vrátí z vězení.

## Obsazení
| Steve Coogan             | Erasmus Brumble |
| Paul Rudd                | Paul Morgan     |
| Jack Gore                | Angel/Bill      |
| Alison Pill              | Melissa         |
| Jake McDorman            | Beau            |
| Jesse Luken              | režisér         |
| Eric Womack              | Forrest         |
| Jenny Gabrielle          | Betty           |
| Lora Martinez-Cunningham | Garcia          |
| Monique Candelaria       | Guttierez       |
| Frances Lee McCain       | Doris           |